# Фредерік Петіжан
Фредерік Петіжан (фр. Frédéric Petitjean [fʁe.de.ʁik pə.ti.ʒɑ̃]; *1 листопада 1969 (55 років), Фонтенбло) — французький письменник, сценарист, режисер.

## Біографія

### Освіта
Фредерік Петіжан здобув ступінь бакалавра філолога. Він продовжив навчання в Університеті Париж IV Сорбонна. Там закінчив навчання, отримавши ступінь магістра сучасної літератури. Також Фредерік отримав аналогічну ступінь Колумбійського університету (Нью-Йорк) — з порівняльного літературознавства.

### Літературна та театральна діяльність
Уперше Фредерік почав писати в 11 років. 1983 року, в 14-річному віці Петіжан завершив театральну п'єсу «Сімейна рада», яку було поставлено на сцені ліцею Жоліо-Кюрі (муніципалітет Даммарі-ле-Лі).
1990 року відбувся дебют Ф. Петіжана як професіонального драматурга. У віці 21 року він написав п'єсу «Фортепіанний блюз». Також автор зіграв одну з ролей цього спектаклю, який було поставлено в Національному театрі Фонтенбло та на Авіньйонському фестивалі. 1991 року до 100-річчя ювілею Музею мистецтв і народних традицій Петіжан створив п'єсу «Акробати».
1993 року Петіжан зіграв у своєму спектаклі «Біля брами пекла». Цю п'єсу було поставлено в Театрі Ренар (Париж), Театрі комедії (Сент-Етьєн) і Національному театрі Реймса за участі солістів Паризької національної опери. 1994 року Фредерік зіграв у спектаклі режисера Елен Сінк  « Але хто вбив Маргарет?», який було поставлено у театрі Ванва (передмістя Парижа).

## Участь у кінематографі
Протягом 1995–2003 років Петіжан працює переважно у США. У компанії Discreet Logic він обіймає позицію скрипт-доктора. Водночас консультує інші американські студії щодо переписування сценаріїв. Завдання Фредеріка — адаптувати до цифрових технологій частини сюжетів зі спецефектами.
У той час Discreet Logic співпрацювала з виробниками таких повнометражних фільмів як «Матриця», «Володар перснів», а також з DreamWorks (виробництво анімаційних продуктів). Петіжана було залучено до 17 фільмів, що вийшли в прокат.
1998 року Фередрік уперше сів у крісло кінорежисера. Він зняв два відео на замовлення американських компаній Silicon Graphics і Autodesk. Другий із цих фільмів — вирізка з Чемпіонату світу з футболу 1998, який відбувся у Франції. Відеоролик розійшовся у США на DVD накладом у 5000. Також на мундіалі Фредерік Петіжан відповідав за програмне забезпечення Discreet Logic і Silicon Graphics.
2006 року вийшла у світ комедія «Мадам Ірма», що стала першим повнометражним фільмом з ґрунтовною участю Петіжана. Він запропонував ідею та написав сценарій (разом з Дід'є Бурдоном). Серед його наступних сценарних проектів помітне місце посідають «Наші кращі відпустки» (2012, реж. Філіп Лелуш) та «Одинак» (2013, реж. Крістоф Оффенштейн).
2010 року Петіжан зіграв у короткометражному фільмі «Криваве дроблення» (реж. Ерік Перисе, студія Eight 35). Стрічка отримала Премію за кращу короткометражку на Міжнародному поліцейському кінофестивалі в Льєжі (Бельгія).
2015 року француз зняв свій перший фільм як режисер — комедію «Тричі нічого». Він також запропонував ідею та написав сценарій. Це історія про трьох людей, що зустрілися в лікарні після невдалої спроби самогубства. Під час лікувальних процедур вони намагаються схилити на свій бік їхнього психолога.
2018 року Петіжан знімає другу повнометражну стрічку — «Холодна кров» (робоча назва «Останній крок»). Головний герой (грає Жан Рено) — найманий убивця, що вийшов у відставку та живе відлюдником на березі далекого озера. Персонажу доводиться порушити відлюдництво та врятувати дівчину, яка випадково опинилася поряд. Основні зйомки відбулися в Карпатах (Закарпатська область) та Києві.

## Фільмографія
Джерело:.

### Режисер
- 2015: Тричі нічого / Trois Fois Rien
- 2019: Холодна кров / Cold Blood Legacy або Останній крок / The Last Step

### Сценарист[a]
- 2000: Клієнт завжди мертвий / Six feet unders (для HBO)
- 2001: Братья по зброї / Band of brothers (для HBO)
- 2003: В'язниця закривається  / Prison ferme (компанія «FEW»)
- 2005: Вірус та цунамі / Virus et Tsunami (кінокомпанія «Gedeon Programmes» Стефана Мійєра)
- 2005: Принц Жаба / Le prince Crapaud (Паскаль Дюшен)
- 2005: Мадам Ірма / Madame Irma (Дід’є Бурдон)
- 2005: Останній вихід / Last Exit (кінокомпанія «Thelma films»)
- 2006: Робін де Бельвіль / Robin de Belleville (компанія «Outsider Films» Лорана Брошана)
- 2006: Темна сторона Місяця / Dark side of the moon (Бруно Авейян)
- 2007: Брентвудські вихідні / Brentwood week-end
- 2008: Старий / Old Up (Патріс Дін'ю)
- 2008: Париж Шанхай / Paris Shanghai (Джеймс Фоулі)
- 2008: Дзеркало / The Miror (HBO)
- 2010: Дуже не пощастило / Very pas de chance (TF1)
- 2011: Наші найкращі канікули / Nos plus belles vacances (Філіпп Лелуш)
- 2012: Шанхайська память / Shanghai Memory (Жером Корнюо)
- 2012: Радіо Титатнік[b] / Radio Titatnic (Дам'єн Ларер)
- 2013: Одинак / En solitaire
- 2013: Люди / Personnes
- 2014: Вихідні у Брентвуді / Brentwood Week End (TF1)
- 2014: Чоловіки золота / Des Hommes de l’or (TF1)
- 2014: Убивство в абатстві Руана / Meurtre à L’Abbaye de Rouen (Крістіан Бонне)
- 2016: Байкери / Bikers (у співавторстві з Філіппом Лелушем)
- 2016: Пресинг / Pressing (UAF)

## Твори

### Романи
Серія «Les Dolce»
- Frédéric Petitjean. Les Dolce: La Route des magiciens. — Paris : Don Quichotte, 2011. — Т. 1. — 540 с. — ISBN 2359490192. (фр.)(англ.)

Frédéric Petitjean. Les Dolce: La route des magiciens. — Paris : Pocket Jeunesse, 2016. — Т. 1. — 560 с. — ISBN 2266267507. (фр.)
- Frédéric Petitjean. Les Dolce: Les Cinq Secrets. — Paris : Don Quichotte, 2012. — Т. 2. — 444 с. — ISBN 2359490672. (фр.)(англ.)

Frédéric Petitjean. Les Dolce: Les cinq secrets. — Second édition. — Paris : Pocket Jeunesse, 2016. — Т. 2. — 448 с. — ISBN 2266267515. (фр.)
- Frédéric Petitjean. Les Dolce: Le dernier puits. — Paris : Pocket Jeunesse, 2016. — Т. 3. — 336 с. — ISBN 2266267663. (фр.)

### П'єси
Джерело:.
- 1988: Фортепіанний блюз / Piano Blues
- 1989: Майстер часу / Le Maître des Temps
- 1990: Акробати / Saltimbanques
- 1992: Біля брами пекла / Aux portes de l'enfer
- 2008: Наші дорогі предки / Nos ancêtres chérie